# Hadino Hishongwa
Hadino Hishongwa (Odibo, Ohangwena, 10 de abril de 1943- Ongwediva, 1 de septiembre de 2023) fue un político, diplomático y sindicalista namibio.

## Biografía
Hishongwa asistió a la escuela secundaria en Tanzania y luego estudió en la Universidad de Praga en Praga, graduado en 1969 y en la Universidad de Leipzig (República Democrática Alemana; 1971) y en la Universidad de Estocolmo en Estocolmo en 1982.
Fue miembro fundador de Organización del Pueblo de África del Sudoeste (SWAPO) y miembro de la Asamblea Constituynte de Namibia. Fue Ministro de Juventud y Deportes de 1990 a 1995 y Ministro de Trabajo de 1995 a 2005.
En 2014, el Día de Namibia se le concedió la Excelentísima Orden del Águila, Primera Clase.
Contrajo matrimonio con la escritora y política Ndeutala Angolo.
Falleció el 1 de septiembre de 2023 a los 80 años, en Ongwediva.